# LGV Toulouse-Narbonne
Az új Toulouse-Narbonne-vasútvonal, más néven az LGV Toulouse-Narbonne vagy LGV Lauragais, egy 2030-ra tervezett nagysebességű vasútvonal projekt, amely Toulouse és Narbonne városát hivatott összekötni az új Montpellier-Perpignan vonallal, amely Narbonne-on keresztül halad.
Ez a keresztirányú vonal a déli nagyvárosok összekapcsolására irányuló projekt egyik láncszeme lenne mintegy 130 km hosszúságban, lehetővé téve a Párizs-Montparnasse állomásról induló atlanti TGV-hálózat és a Párizs-Lyon állomásról induló földközi-tengeri TGV-hálózat összekapcsolását, különösen a Bretagne-Nantes-Bordeaux-Toulouse-Narbonne-Montpellier-Marseille-Nizza- Olaszország közötti keresztirányú kapcsolatokon.
Ez lehetővé tenné a Toulouse-Barcelona TGV menetidejének csökkentését is. A funkcionális előtanulmányok 2010 elején kezdődtek; a nyilvános vitát 2012 őszére tervezték, de a projektet ugyanezen év júliusában leállították.
A projektet fokozatosan átdolgozzák, és Toulouse-Narbonne összeköttetéssé alakítják át, amely a kiválasztott szakaszoktól függően inkább a meglévő vonal elkerülő utakkal és kanyarkorrekciókkal történő javítása és egy új vonal keverékének tekinthető.

## Infrastruktúra
A közel 130 km hosszú vonal a toulouse-i agglomeráció déli részén indulna. Vagy leválasztják a Bordeaux-Saint-Jean és Sète-Ville közötti klasszikus vonalról Labège/Escalquens környékén, vagy közvetlenül meghosszabbítják a Bordeaux-Toulouse NSV-t, miután áthaladt Toulouse-on vagy megkerülték azt.
Innen a Canal du Midi és az A61-es autópálya tengelyét követné, Castelnaudary és Carcassonne városok közelében haladva, amelyeket vagy egy egyszerű összeköttetéssel, vagy egy új állomással szolgálna ki.
A vonal végül Narbonne-nál csatlakozna a tervezett új Montpellier-Perpignan vonalhoz.